# Gari depressa
Gari depressa är en musselart som först beskrevs av Thomas Pennant 1777.  Gari depressa ingår i släktet Gari och familjen Psammobiidae. Arten är reproducerande i Sverige. Inga underarter finns listade i Catalogue of Life.

Höger klaff
Vänster klaff